# Gerald Durrell
Gerald "Gerry" Malcolm Durrell (Jamshedpur, Raj Británico, 7 de enero de 1925 - Saint Helier, isla de Jersey, 30 de enero de 1995) fue un naturalista, conservacionista, escritor y presentador de televisión británico. Fundó en la isla de Jersey, en el Canal de la Mancha, el Zoo de Jersey en 1958 y la "Jersey Wildlife Preservation Trust" en 1964 (renombrada posteriormente como "Durrell Wildlife Conservation Trust"). Fue hermano del novelista Lawrence Durrell.

## Biografía

### La India
Durrell nació en Jamshedpur, entonces provincia de Bihar, en la India el 7 de enero de 1925. Sus padres habían nacido también en la India, aunque eran de ascendencia irlandesa (la madre) y británica (el padre). Fue el cuarto hijo (y el menor) de Louisa Durrell (nacida Dixie) y el ingeniero Lawrence Samuel Durrell. Sus hermanos fueron, en orden de edad, Larry, Leslie y Margo.
De su estancia en la India, Durrell recuerda principalmente su primera visita a un zoo, a la que atribuye su posterior pasión por los animales. Tras la muerte del padre de Gerald  en 1928, la madre, Gerald y sus tres hermanos se mudaron a Bournemouth, Inglaterra.

### Corfú
La familia se trasladó de nuevo a la isla griega de Corfú en 1935, donde Durrell empezó a capturar y coleccionar especímenes de la fauna local como mascotas. Permanecieron en la isla hasta 1939. Este intervalo de tiempo sería más tarde la base para la Trilogía de Corfú, iniciada por Mi familia y otros animales y sus secuelas, Bichos y demás parientes y El jardín de los dioses, además de varias historias cortas. 
Durrell no asistió a la escuela durante su estancia en Corfú, sino que recibió sus enseñanzas de varios amigos de la familia y tutores privados, la mayoría amigos de su hermano mayor (y futuro novelista de éxito, Lawrence). Uno de ellos en especial, el griego-británico Theodore Stephanides, sería el mentor y amigo del joven Gerald. Doctor, científico, poeta y filósofo, las ideas de Stephanides, junto con los escritos del naturalista francés Jean Henri Fabre, dejaron una impresión imperecedera en el muchacho. Profesor y alumno capturaron, investigaron y examinaron las especies existentes entre la fauna de Corfú, usando desde tubos de ensayo hasta bañeras.

### Londres y el Zoo de Whipsnade
La familia volvió de nuevo a Inglaterra en 1939 con el estallido de la Segunda Guerra Mundial. A causa de lo difícil que resultaba durante la guerra y la posguerra encontrar un empleo, especialmente para un joven sin estudios formalizados, Durrell trabajó como ayudante en un acuario y una tienda de mascotas. Algunas memorias de ese periodo se pueden encontrar en su libro Filetes de lenguado.
Llamado a filas en el reemplazo de 1943, fue declarado exento del servicio por causas médicas, y posteriormente solicitó servir al esfuerzo de guerra trabajando en una granja. Tras la guerra, Durrell entró a trabajar en el Zoo de Whipsnade como becario. Con este empleo, cumplió con el sueño de su vida: Durrell afirmaba que la primera palabra que pronunció de pequeño fue zoo. Un zoológico en mi azotea relata sucesos de esa etapa.

### Las primeras expediciones
Durrell abandonó el Zoo de Whipsnade en mayo de 1946 para poder unirse a expediciones de captura de fauna salvaje, pero no fue aceptado en ningún viaje a causa de su falta de experiencia. Consiguió finalmente organizar una expedición por su cuenta al Camerún Británico (hoy Camerún) en 1947 junto al ornitólogo John Yealland. Financió el viaje usando una herencia de 3000£ recibida de su padre al cumplir los 22 años.[cita requerida]
Vendieron los animales que trajeron de vuelta a los zoos de Londres, Chester, Paignton, Bristol y el Zoo Belle Vue (en Mánchester). Tras esta primera expedición exitosa, prosiguió durante muchas décadas con esta actividad, durante las cuales se haría famoso como activista del movimiento conservacionista y su trabajo en pro de la preservación de la fauna salvaje.[cita requerida]
Realizó las dos expediciones siguientes junto a su antiguo compañero de Whipsnade, Ken Smith: un segundo viaje a Camerún, y uno a la Guayana Británica (hoy Guyana), en 1949 y 1950, respectivamente. En el primero de estos viajes, conoció y se hizo amigo del enigmático Achirimbi II, fon (caudillo autocrático) de Bafut región del África Occidental que posteriormente le ayudaría a organizar futuras expediciones.[cita requerida]
Las expediciones de captura de especímenes de fauna salvaje aún eran frecuentes en la época, ya que los zoos existentes no disponían de otra forma para abastecerse de ejemplares (no existía aún el concepto de cría en cautiverio, que ayudaría a implantar el propio Durrell años más tarde). A causa de su dedicación a los animales, Durrell tenía costumbres muy distintas a las de otras expediciones de captura más convencionales: siempre mantenía y alimentaba a sus animales con las mejores opciones disponibles, nunca capturaba más de los que podía llevarse en buenas condiciones, y no capturaba especímenes por su precio de mercado, sino por su valor científico. De modo que al volver de la tercera expedición, estaba en bancarrota. Aún más, debido a una discusión con George Cansdale, superintendente del Zoo de Londres, Durrell sufrió el ostracismo por parte de la comunidad de zoos británica y le fue imposible encontrar un trabajo estable en ninguno de ellos. Finalmente, logró un empleo en el acuario del Zoológico de Belle Vue durante algún tiempo.[cita requerida]
El 26 de febrero de 1951, tras un extenso noviazgo, Durrell se casó con la residente en Mánchester Jacqueline ('Jacquie') Sonia Wolfenden tras fugarse con ella por la oposición de su padre al enlace. Jacquie acompañó a Durrell en la mayoría de sus expediciones posteriores, le ayudó a financiar y gestionar el Zoo de Jersey, y escribió dos memorias cargadas de humor sobre los esfuerzos de Durrell por conseguir dinero para sus esfuerzos de conservación de la fauna salvaje, que serían dos éxitos de ventas. El exceso de trabajo de Durrell, sus cambios de humor y sus crecientes problemas con la bebida acabarían provocando su divorcio en 1979.{{cr
Animado por Jacquie y aconsejado por su hermano mayor, Lawrence, Gerald Durrell empezó a escribir relatos autobiográficos a fin de conseguir dinero con que financiar sus expediciones. Su primer libro (El arca sobrecargada) fue un gran éxito, que le empujaría a seguir escribiendo. Aunque los derechos de publicación en Gran Bretaña solo le reportaron 50£ (Faber and Faber), consiguió más de 500£ con los derechos en los Estados Unidos de América (Viking Press), y logró reunir financiación suficiente para una cuarta expedición a América del Sur en 1954. Esta casi acaba en ruina total cuando Gerald y Jacquie se vieron sorprendidos por un golpe de Estado mientras estaban en Paraguay que les obligó a abandonar el país con solo una parte de los animales que habían logrado reunir (la historia del viaje sería posteriormente narrada en su libro La selva borracha).[cita requerida]

### Principales expediciones
| Año         | Lugar                                                              | Principal misión | Libro                                      | Película                                                     | Especies que aparecen |
| ----------- | ------------------------------------------------------------------ | --- | ------------------------------------------ | ------------------------------------------------------------ | --- |
| 1947 / 1948 | Mamfe, Camerún Británico (ahora Camerún)                           | Captura de animales para zoos ingleses.                                                                                        | El arca sobrecargada                       | no                                                           | Poto dorado, musaraña nutria gigante, mangosta de pies negros, varano del Nilo, duiker, antílope enano acuático, zorzal de tierra camerunense, petirrojo africano, drill, mamba verde, cagaestacas de dorso azul, rascón enano, paloma verde de Senegal, suimanga soberbio, cálao de pico amarillo, cercopiteco de nariz blanca, potamoquero, pitón excavadora, turaco gigante, loro gris africano, Pangolín, bulbul, alción pechiazul, martín pescador africano, martín pescador pigmeo, martín pescador pío, martín pescador gigante, civeta africana, camaleón crestado, camaleón tricornio, camaleón pigmeo, cocodrilo enano, víbora del Gabón, malimbo, gamechogo de orejas rojas, babuino, serval, cercopiteco mona, chimpancé, cercopiteco de Preuss, anhinga africana, buitre palmero, garcilla bueyera |
| 1949        | Mamfe y Bafut, Camerún Británico (ahora Camerún)                   | Captura de animales para zoos ingleses.                                                                                        | Los sabuesos de Bafut                      | no                                                           | Gálago de Allen, rana peluda, gato dorado africano, Idiurus zenkeri |
| 1950        | Guayana británica (ahora Guyana)                                   | Captura de animales para zoos ingleses                                                                                         | Tres billetes hacia la aventura            | no                                                           | Oso hormiguero sedoso, rana de Evans, sapo de Surinam, capibara, coendú |
| 1953 / 1954 | La Pampa, Argentina                                                | Captura de animales para zoos ingleses y filmación.                                                                            | La Selva Borracha                          | no                                                           | Mochuelo de madriguera, tuco-tuco, zarigüeya, ñandú común, armadillo peludo mayor, güira, chajá, patos argentinos, cisne cuellinegro, vizcacha |
| 1953 / 1954 | El Chaco, Paraguay                                                 | Captura de animales para zoos ingleses, acabada en desastre por culpa del golpe de Estado en Paraguay.                         | no                                         | no                                                           | Mono de noche, anaconda, oso hormiguero gigante, turpial crestado, güira, chuña crestada, escuerzo cornudo, rana de Budgett, corzuela, zorro de las pampas, mapache cangrejero, morito común, armadillo de tres bandas, yarará, avetigre, rascón ypecaha |
| 1957        | Bafut, Camerún británico (Camerún)                                 | Captura de animales para su futuro zoológico.                                                                                  | Un zoológico en mi azotea                  | To Bafut With Beagles                                        | Pitón de las rocas, mono patas, gálago, calvo de Camerún |
| 1958        | Patagonia, Argentina                                               | Captura de animales para el Zoo de Jersey.                                                                                     | Tierra de murmullos                        | Look (Argentinian Expedition)                                | Oso marino austral, elefante marino, liebre de la patagonia, murciélago vampiro, pingüino de Magallanes, amazona tucumana |
| 1962        | Malasia, Australia y Nueva Zelanda                                 | Rodaje para la BBC de la serie Two In The Bush.                                                                                | Viaje a Australia, Nueva Zelanda y Malasia | Two in the Bush                                              | Kakapo, kākā, kea, tuatara, rinoceronte de Sumatra, falangero de Leadbeater |
| 1965        | Sierra Leona                                                       | Captura de animales para el Zoo de Jersey y rodaje para la BBC.                                                                | Sección de Atrapame ese mono               | Catch me a colobus                                           | Colobo blanquinegro, colobo rojinegro, leopardo africano, potamoquero, poto común, cálao de cresta blanca, rata de abazones, cercopiteco diana, cercopiteco de nariz manchada, chimpancé, puercoespín de cola larga, pitón real |
| 1968        | México                                                             | Captura de dos especies en peligro para el Zoo de Jersey.                                                                      | Sección de Atrapame ese mono               | no                                                           | Conejo de los volcanes, cotorra serrana occidental |
| 1969        | Gran barrera de coral, Norte de Australia y Queensland (Australia) | Misión de conservación, posible búsqueda de material para nuevos libros.                                                       | no                                         | no                                                           | Especies de la gran barrera de coral |
| 1976, 1977  | Mauricio, Isla Redonda e Isla Rodrígues                            | Dos misiones de captura de animales en peligro para conservación ex-situ y para el Zoo de Jersey.                              | Murciélagos dorados y palomas rosadas      | The Mauritius Conservation Mission, The Round Island Project | Paloma rosada, zorro volador de Rodríguez, boa de Isla Redonda, escinco de Telfair, gecko de Gunther, cernícalo de Mauricio |
| 1978        | Assam, India y Bután                                               | Misión de conrservación in-situ y rodaje de un episodio para una serie de la BBC.                                              | no                                         | "Animals Are My Life" episodio en The World About Us series  | Cerdo pigmeo |
| 1982        | Mauricio, otras islas mascareñas y Madagascar                      | Misión de conrservación in-situ y expedición de captura para centros locales y el zoo de Jersey.                               | Ark on the Move                            | Ark on the Move                                              | Paloma rosada, zorro volador de Rodríguez, boa de isla Redonda, escinco de Telfair, gecko de Gunther, cernícalo de Mauricio, indri, boa de Madagascar |
| 1984        | Rusia                                                              | Rodaje para Channel 4 de la series Durrell in Russia.                                                                          | Durrell in Russia                          | Durrell in Russia                                            | Caballo de Przewalski, saiga, grulla siberiana, desmán ruso |
| 1989        | Belice                                                             | Como parte del Programa para Belice - un proyecto de conservación que tenía como objetivo conservar 1000km² de selva tropical. | no                                         | no                                                           | Especies del bosque lluvioso de Belice |
| 1990        | Madagascar                                                         | Misión de conrservación in-situ y expedición de captura de animales para centros locales y para el Zoo de Jersey.              | Rescate en Madagascar                      | To the Island of Aye-Aye                                     | Aye Aye, indri, lémur de cola anillada, lémur de Alatroa, tenrec |

### Origen del Zoo de Jersey
La publicación de Mi familia y otros animales en 1956 hizo que Durrell lograse cierta fama como escritor y como naturalista. El libro alcanzó la cima de los más vendidos en el Reino Unido, y los beneficios del mismo sirvieron para financiar la siguiente expedición.
Al mismo tiempo, Durrell estaba cada vez más desilusionado con la forma en que se gestionaban los zoos, y se mostraba cada vez más convencido de que los mismos debían cambiar de objetivo para convertirse principalmente en reservas para especies en peligro. Ambas ideas le llevaron a la decisión de crear su propio zoo. En 1957, viajó a Camerún por tercera y última vez, con el fin de recoger animales para formar el núcleo de su nuevo zoo. Esta expedición fue extensamente filmada, tras el primer experimento realizado en Argentina en el viaje anterior. El éxito de la película resultante (To Bafut with Beagles), unido al de un programa de radio relatando sus memorias hasta la fecha (Encuentros con animales) convirtieron a Durrell en un presentador habitual de los programas sobre historia natural de la BBC durante décadas, y le reportaron importantes ingresos para sus proyectos de conservación.
Al volver de Bafut, Durrell fue a vivir a la casa de su hermana Margaret en el pueblo costero de Bournemouth. Mientras buscaba localizaciones adecuadas para instalar su zoo, ubicó de forma temporal a los animales en el jardín y el garaje de la casa. Pero para su disgusto, los municipios de Bournemouth y Poole rechazaron su proyecto.

### El zoológico y la Fundación
Después de una larga e infructuosa búsqueda, Durrell logró fundar el Parque zoológico de Jersey en 1958 tras encontrar por casualidad el lugar para su ubicación, la mansión del siglo XVI conocida como Les Augres Manor, ubicada en la isla de Jersey. Después de alquilar la mansión, rediseñó completamente los jardines y organizó una nueva expedición a América del Sur el mismo año para conseguir más especímenes en vías de extinción. El zoológico abrió sus puertas finalmente al público en 1959.
El zoo fue creciendo en tamaño, así como la cantidad de proyectos emprendidos a lo largo del planeta para preservar la fauna salvaje. Con el fin de poder hacer frente a las dificultades cada vez mayores en la gestión del zoo y los hábitats contenidos en el mismo, Durrell creó la Jersey Wildlife Preservation Trust el 6 de julio de 1963.
La fundación abrió una rama internacional en 1971, la Wildlife Preservation Trust International, con base en los Estados Unidos de América, con el fin de apoyar los esfuerzos pro conservación a nivel mundial. Ese mismo año, la fundación compró Les Augres Manor a su propietario, el Mayor Hugh Fraser, con lo que el zoológico se aseguró una residencia permanente.
La iniciativa de Durrell logró que la Sociedad para la Preservación de la Flora y Fauna organizase en 1972 la primera Conferencia mundial sobre la cría de especies protegidas en cautividad como ayuda a su supervivencia en Jersey, una de las conferencias más prestigiosas hoy día en su campo. También en 1972 la Princesa Real Ana del Reino Unido se convirtió en mecenas de la fundación, atrayendo gran cantidad de publicidad positiva sobre la misma y facilitando su financiación.
Durante los años 70, la Jersey Wildlife Preservation Trust se convirtió en una entidad pionera en el campo de la cría en cautividad, defendiendo su práctica en especies como el gorila de planicie, y otra fauna propia de Mauricio. Durrell visitó Mauricio varias veces y coordinó proyectos de conservación a gran escala en el lugar, incluyendo programas de cría en cautividad de pájaros y reptiles nativos, la recuperación ecológica de Isla Redonda, la formación de personal nativo, y la creación de instalaciones de conservación in situ y ex situ. Todo este conjunto de proyectos llevaría a la creación en 1984 de la Mauritian Wildlife Foundation
En 1978, Durrell inauguró en el zoológico de Jersey un centro de formación para conservacionistas, al que llamaba informalmente "la mini-universidad". Hasta el año 2005, algo más de un millar de biólogos, naturalistas, veterinarios y arquitectos de zoológicos de 104 países distintos habían asistido al Centro de Formación Internacional. Durrell fue también pieza clave en la formación del Grupo especialista en cría en cautividad de la World Conservation Union en 1982.
En 1982, como reconocimiento a su carrera profesional, se le nombró Oficial de la Orden del Imperio Británico.
En 1985 Durrell fundó también la Wildlife Preservation Trust Canada, renombrada hoy como Wildlife Preservation Canada. El lema oficial, Salvando animales de la extinción, se lanzó en 1991, en un momento en que los zoológicos británicos no estaban funcionando demasiado bien, e incluso el Zoológico de Londres corría el peligro del cierre forzoso.
En 1990 la fundación estableció un programa de conservación en Madagascar, siguiendo las líneas del proyecto en Mauricio. Durrell visitó Madagascar ese año para iniciar la cría en cautividad de cierta cantidad de especies endémicas, como el aye-aye.
Durrell eligió como símbolo tanto del Zoo de Jersey como de la fundación al dodo, un pájaro terrestre nativo de Mauricio que fue cazado hasta su extinción completa en el siglo XVII. La rama infantil de la fundación ostenta el nombre de Club Dodo.
Tras la muerte de Durrell, la fundación fue renombrada como Durrell Wildlife Conservation Trust durante el 40 aniversario del Zoo de Jersey, el 26 de marzo de 1999. La Wildlife Preservation Trust International también cambió su nombre por  Wildlife Trust el año 2000, adoptando como logotipo al tamarino negro.

### Matrimonios
Su primera esposa fue Jacquie Durrell que se separó (y posteriormente divorció) de su marido en 1979, argumentando la creciente carga de trabajo de su cónyuge y los consiguientes problemas con la bebida.
Durrell conoció a su segunda esposa, Lee McGeorge Durrell, en 1977, mientras daba una conferencia en la Universidad Duke, donde ella estudiaba para conseguir un doctorado en comunicación animal. Se casaron en 1979. Lee fue coautora de varios libros junto a su marido, incluyendo El naturalista amateur, y se convirtió en Directora Honoraria de la fundación tras la muerte de Gerald.

### Sus años finales
Una vida dura en la intemperie, junto con sus problemas con la bebida, llevaron a Durrell a sufrir graves problemas de salud durante los años 80. En 1986 Durrell se sometió a una operación de prótesis de cadera en un intento de contrarrestar la artritis, y al año siguiente también le reemplazaron la otra cadera. En enero de 1994 le diagnosticaron cáncer de hígado y cirrosis, y le dieron sólo unos meses de vida. En marzo recibió un trasplante de hígado; bebió whisky de camino al hospital y llegó ebrio, pero la operación siguió adelante. Murió de septicemia el 30 de enero de 1995.  Sus cenizas están enterradas en el zoo de Jersey, bajo una placa conmemorativa con una cita de William Beebe, uno de los primeros defensores de la conservación:
La belleza y el genio de una obra de arte pueden volver a concebirse, aunque se destruya su primera expresión material; una armonía que se desvanece puede volver a inspirar al compositor; pero cuando el último individuo de una raza de seres vivos ya no respira, deben pasar otro cielo y otra tierra antes de que pueda volver a existir.
El 28 de junio de 1995 se celebró un memorial en homenaje a la vida y obra de Gerald Durrell en el Museo de Historia Natural de Londres. Los asistentes incluyeron, entre otros, al famoso naturalista y presentador de televisión David Attenborough, y la princesa Ana.

## Ideas de Durrell sobre zoológicos
El concepto que Durrell tenía sobre la que debía ser la función principal de un zoológico del siglo XX, plasmado principalmente en su libro Stationary Ark, era muy avanzada para su época. Se basaba en las siguientes bases:
- El objetivo principal de un zoológico debe ser actuar como reserva de especies en peligro de extinción que necesitan de la cría en cautividad para poder sobrevivir.
- El objetivo secundario es educar a la población sobre la fauna salvaje y la historia natural, así como educar a los biólogos sobre los hábitos de los animales.
- Los zoológicos no deben gestionarse tan solo con propósitos de entretenimiento, y las especies no amenazadas deben ser reintroducidas en su hábitat natural.
- Un animal solo debe estar en un zoológico como último recurso, cuando todos los esfuerzos para salvarlo en su entorno hayan fallado.

Durrell también tenía una opinión muy firme sobre los espacios donde los animales debían estar confinados, resumida en unas ideas clave que empleó en el zoológico de Jersey:
- Los recintos deben construirse teniendo en mente primero la comodidad del animal (incluyendo un refugio privado), después la conveniencia del cuidador, y finalmente la comodidad de observación de los visitantes.
- El tamaño del recinto dependerá de cuan grande fuera el territorio del animal en libertad.
- Los compañeros de un animal deben reflejar no solo su nicho ecológico, sino también sus habilidades sociales, lo bien que se lleva con otros individuos tanto de su especie como de otras.
- Cada animal merece disponer de comida de su elección, variándola de vez en cuando para mantener su interés, así como una pareja de su elección, y un entorno atractivo e interesante.

El zoológico de Jersey fue el primero en hospedar solo a especies en peligro de extinción, y ha sido uno de los pioneros en el campo de la cría en cautividad. Así mismo, ha sido el primero en establecer un Centro de Entrenamiento Internacional y una serie de conferencias sobre el tema.
Durrell tuvo que enfrentarse a una férrea oposición al principio, plagada de críticas por parte de miembros de la comunidad de zoológicos, especialmente cuando introdujo el concepto de cría en cautividad, aunque finalmente logró la aceptación total al lograr la cría de una amplia gama de especies en peligro. Uno de sus oponentes más activos fue, nuevamente, George Cansdale, el superintendente del Zoológico de Londres y la Sociedad Zoológica de Londres, que gozaba de notable influencia en la comunidad.

## Legado y honores
La princesa Ana, patrona del Trust, argumentó tras la muerte de Durrell que su influencia en la concienciación pública sobre temas de conservación era su talento más importante: «Creo que su capacidad para escribir y trasladar su entusiasmo por la vida salvaje a la página impresa para gente que nunca antes se había parado a pensar en ello, fue un talento bastante asombroso para despertar el interés de la gente de una forma que nunca antes se había hecho».
Gran parte de la influencia de Durrell en el mundo de la conservación ha llegado a través del Durrell Wildlife Conservation Trust y el zoológico de Jersey.El zoológico fue uno de los primeros en hacer de la conservación una parte central de su misión,y la Durrell Conservation Academy ha formado a miles de personas en biología de la conservación, cría en cautividad y el papel de los zoológicos en la conservación. Al principio de la carrera de Durrell, el zoo de Londres se opuso a su trabajo; años más tarde, uno de los graduados de la Academia se convirtió en director del zoo de Londres, en «un momento de triunfo y reivindicación», en palabras del escritor científico Richard Conniff. La experiencia en la cría en cautividad adquirida por el Trust y el zoo fue elogiada por David Attenborough en un discurso en 2009: «Nadie más, nadie más, ha acumulado el tipo de experiencia en cómo criar especies en peligro de extinción y ... cómo exportar esa experiencia a los países donde el animal en peligro de extinción es autóctono». Para Attenborough, la institución creada por Durrell llegó a ser «mucho más importante de lo que Gerry se imaginaba.  La importancia mundial de esta institución... es tremenda». El Trust, a veces en colaboración con otras organizaciones, ha sido responsable de la restauración del ecosistema de Round Island, de la cría de muchas especies en cautividad por primera vez y de proyectos de reintroducción en la naturaleza de animales criados en cautividad.
Durrell fue nombrado OBE en 1982. Varias especies han sido nombradas en su honor, entre ellas Clarkeia durrelli, un braquiópodo fósil de la era Silúrica superior, nombrado por Gérard Laubacher y otros «en admiración a Gerald Durrell, cuya apreciación de la historia natural ha hecho de este un mundo mejor».  Entre los animales vivos que llevan el nombre de Durrell se incluye el geco nocturno de Durrell, una especie de geco nativa del archipiélago de Mauricio y que ahora solo sobrevive en Round Island, bautizada en honor a Gerald y Lee Durrell por Edwin Nicholas Arnold y Clive G. Jones. En 2010 Durrell's vontsira, una especie carnívora emparentada con la mangosta de cola marrón, del Lago Alaotra, Madagascar, fue bautizada en honor a Gerald Durrell, «escritor inspirador y conservacionista», por Joanna Durbin y otros. Espadarana durrellorum', una rana de cristal de la familia Centrolenidae de las estribaciones andinas orientales de Ecuador, fue bautizada por Diego Cisneros-Heredia en honor a Gerald y Lee Durrell «por sus contribuciones a la conservación de la biodiversidad mundial».

### Autobiográficos
- El arca sobrecargada (Alianza Editorial), (The overloaded ark) (Faber and Faber, 1953)
- Tres billetes hacia la aventura (Alianza Editorial), (Three Singles to Adventure / Three Tickets to Adventure) (Rupert Hart-Davis, 1954)
- Los sabuesos de Bafut (Planeta), (The Bafut beagles) (Rupert Hart-Davis, 1954)
- El Nuevo Noé (Alfaguara), (The new Noah) (Rupert Hart-Davis, 1955)
- La selva borracha (Alianza Editorial), (The Drunken Forest) (Rupert Hart-Davis, 1956)
- Mi familia y otros animales (Alianza Editorial), (My family and other animals) (Rupert Hart-Davis, 1956)
- Encuentros con animales (Alianza Editorial), (Encounters with animals) (Rupert Hart-Davis, 1958)
- Un zoo en mi equipaje (Planeta), (A Zoo in My Luggage), Rupert Hart-Davis, 1960)
- Tierra de murmullos (Alianza Editorial), (The whispering land) (Rupert Hart-Davis, 1961)
- Viaje a Australia, Nueva Zelanda y Malasia (Alianza Editorial), (Two in the bush) (Collins, 1966)
- Bichos y demás parientes (Alianza Editorial), (Birds, Beasts and Relatives) (Collins, 1969)
- Filetes de lenguado (Alianza Editorial), (Fillets of Plaice) Collins, 1971)
- Atrápame ese mono (Alianza Editorial), (Catch me a colobus) (Collins, 1972)
- Un zoológico en mi azotea (Alianza Editorial), (A Bevy of Beasts) (Collins, 1973)
- El arca inmóvil (Alianza Editorial), (The stationary ark) (Collins, 1976) (mainly non-fictional content)
- Murciélagos dorados y palomas rosadas (Alianza Editorial), (Golden bats and pink pigeons) (Collins, 1977)
- El jardín de los dioses (Alianza Editorial), (The Garden of the Gods) (Collins, 1978).
- La excursión (Alfaguara), (The Picnic And Suchlike Pandemonium /The Picnic and Other Inimitable Stories) (Collins, 1979) (con algunas historias de ficción)
- Ark on the Move (Coward McCann, 1982)
- Cómo cazar a un naturalista aficionado (Planeta), (How to shoot an amateur naturalist) (Collins, 1984)
- Durrell en Rusia (con Lee Durrell)  (Planeta), (Durrell in Rusia) (MacDonald (UK) / Simon and Schuster (USA), 1986)
- El aniversario del Arca  (Planeta), (The Ark's Anniversary) (Collins, 1990)
- Un novio para mamá y otros relatos (Alianza Editorial), (Marrying Off Mother and Other Stories Harper-Collins, 1991) (with some fictional short stories)
- Rescate en Madagascar (Alianza Editorial), The aye-aye and I) (Harper-Collins, 1992)
- The Best of Gerald Durrell (edited by Lee Durrell) (Harper-Collins, 1996)

### No ficción
- Un zoo en la isla (Labor), (Menagerie Manor) (photographs by W. Suschitzky) (Collins, 1961)
- Look At Zoos (Hamish Hamilton, 1961)
- Una educación de élite (Ollero & Ramos / Plaza y Janés, 1979)
- Guía del naturalista aficionado (con Lee Durrell)  (Blume), (A practical guide for the amateur naturalist) (Hamish Hamilton (UK) / Alfred A. Knopf (USA), 1982)

### Ficción
- Los secuestradores de burros (Alfaguara), (The donkey rustlers) (Collins, 1968)
- Rosi es mi familia (Alfaguara), (Rosie is my relative) (Collins, 1968)
- El paquete parlante (Alfaguara), (The talking parcel) (Collins, 1974)
- El pájaro burlón (Alfaguara), (The mockery bird)  (Collins, 1981)
- Un fantástico viaje en globo (Anaya), (The Fantastic Flying Journey: An Adventure in Natural History) (Conran Octopus, 1987)
- La fantástica aventura del dinosaurio (Anaya), (The Fantastic Dinosaur Adventure: A New Adventure in Natural History) (Conran Octopus,1989)
- El guardián (Debate), (Keeper) (Michael O'Mara Books, 1990)
- Toby la tortuga (Debate), (Toby the tortoise) (Michael O'Mara Books, 1991)
- Puppy Tales: Puppy's Beach Adventure, Puppy's Field Day, Puppy's Pet Pals, Puppy's Wild Time (Andrex, 1993)

### Inéditos
- Animal Pie, un libro inédito de alegres poemas y caricaturas animales, escrito en los años 1950, que aparece citado en la biografía oficial por Douglas Botting.

### Libros editados por Gerald Durrell
- My Favourite Animal Stories (Arrow, 1962)

Notas: En el caso de la existencia de ediciones simultáneas en varios países, se refiere a la edición británica, excepto en el caso de los libros acompañantes de series de televisión, en cuyo caso las referencias incluyen tanto las ediciones británica como norteamericana. Los títulos en español y editoriales hacen referencia a las ediciones españolas. En otros países de habla hispana pueden variar títulos y editoriales.

### Libros de referencia

#### Biografías y otras referencias
- Himself and Other Animals — A Portrait of Gerald Durrell, David Hughes (1976)
- In The Footsteps of Lawrence Durrell and Gerald Durrell in Corfu (1935 – 1939), Hilary Whitton Paipeti (1998)
- Gerald Durrell — The Authorized Biography, Douglas Botting (1999)
- "Durrelliania": An Illustrated Checklist of Inscribed Books of Lawrence Durrell and Gerald Durrell and Associated Publications, Letters and Notes in the Library of Jeremy J.C. Mallinson, edited by Jeremy Mallinson (1999)

#### Libros de Jersey Zoo y Durrell Wildlife Preservation Trust
- A Brush with Animals, Ralph Thompson (illustrations by author) (1963)
- Okavango Adventure: In Search of Animals in Southern Africa, Jeremy Mallinson (1973)
- Earning Your Living with Animals, Jeremy Mallinson (1975)
- The Facts About a Zoo: Featuring the Jersey Wildlife Preservation Trust, Jeremy Mallinson (1980)
- State of the Ark: An Atlas of Conservation in Action, Lee Durrell (1986)
- Travels in Search of Endangered Species, Jeremy Mallinson (1989)
- Gerald Durrell's Army, Edward Whitley (1992)
- Jambo: A Gorilla's Story, Richard Johnstone-Scott (1995)

#### Libros acompañantes de series de televisión no co-realizadas por Durrell
- Ourselves and Other Animals: From the TV Series with Gerald and Lee Durrell , Peter Evans (1987)

#### Libros de familiares y amigos
- La jaula de Próspero (Edhasa), Prospero's Cell: A Guide to the Landscape and Manners of the Island of Corcyra, Lawrence Durrell (1945)
- Beasts in My Bed, Jacquie Durrell (1967)
- Spirit of Place: Essays and Letters on Travel, Lawrence Durrell (1969)
- Island Trails, Theodore Stephanides (1973)
- Intimate Relations, Jacquie Durrell (1976)
- ¿Qué fue de Margo? (Thassalia), Whatever Happened to Margo, Margaret Durrell (1995) (written in 1951)